# Charles Loewner
Charles Loewner (Lány, 1893 – Stanford, 1968) est un mathématicien d'origine tchèque, émigré aux États-Unis en 1939. Son premier résultat scientifique fut la démonstration, en 1923, du premier cas non trivial de la conjecture de Bieberbach.

## Inégalité torique de Loewner
En 1949, Charles Loewner démontre que toute métrique sur le tore 𝕋2 de dimension 2 satisfait l'inégalité optimale :
{\displaystyle \operatorname {sys} ^{2}\leq {\frac {2}{\sqrt {3}}}\;\operatorname {aire} (\mathbb {T} ^{2}),}
où sys est sa systole. La constante figurant dans le membre de droite de l'inégalité est la constante d'Hermite γ2 en dimension 2 ; l'inégalité torique de Loewner peut ainsi être réécrite comme suit :
{\displaystyle \operatorname {sys} ^{2}\leq \gamma _{2}\;\operatorname {aire} (\mathbb {T} ^{2}).}